# Bút lông

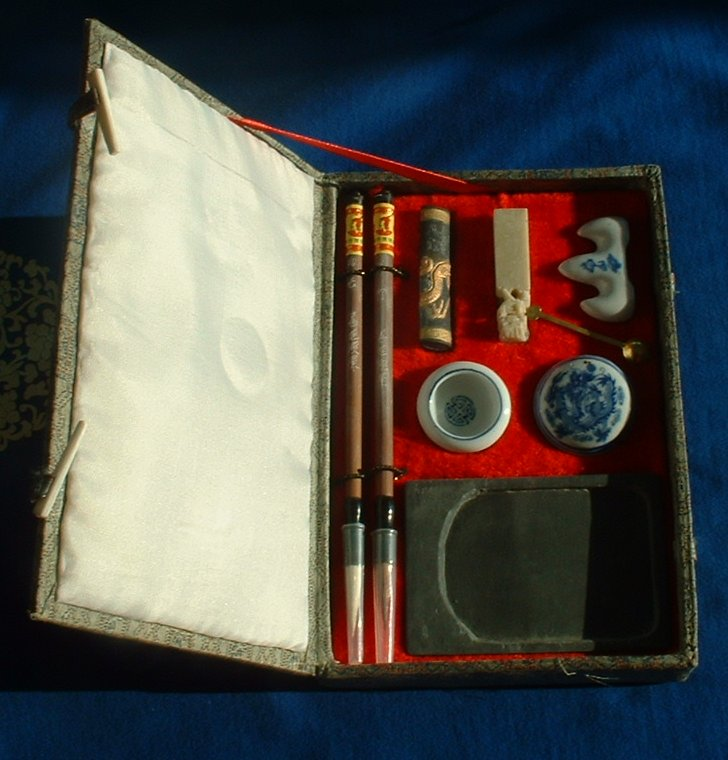
Hộp đựng vật dụng liên quan đến bút lông (văn phòng tứ bảo) gồm (từ trái sang phải, từ trên xuống): 2 cây bút, thỏi mực, con dấu, giá gác bút, chén đựng nước, nghiên mài mực

Bút lông (Hán-Nôm: 筆𣰵) là loại bút đầu có búp/túp lông dạng tròn, nhọn... cán dài nhiều cỡ.
Người Trung Hoa cho rằng, bút lông cùng với giấy, mực Tàu, nghiên là văn phòng tứ bảo (文房四寶) nghĩa là bốn món đồ quý của chốn làm văn, trung gian chuyên chở ngôn ngữ, ý nghĩa và nghệ thuật.

## Khái quát
Theo truyền thuyết Trung Hoa, tướng Mông Điềm đời nhà Tần là người sáng tạo ra loại bút này. Nhưng xét những di chỉ mà ngành khảo cổ khai quật được thì bút lông có thể đã xuất hiện trước đời Tần rất lâu. Khi phân tích những nét vẽ trên các đồ gốm tìm thấy ở Hà Nam mà niên đại khoảng 6000 năm trước, các học giả cho rằng đã được vẽ bằng một loại bút lông.
Năm 1931, các nhà khảo cổ học phát hiện thấy quản bút gỗ thời Tây Hán và đến năm 1954, tại Trường Sa (Hồ Nam) khi khai quật một ngôi mộ cổ thời Chiến Quốc tìm được một cây bút còn nguyên vẹn. Quản bút bằng tre, dài 18.5 cm, đường kính 0.4 cm được đặt trong một hộp bằng tre, chùm lông làm bằng lông thỏ và được xác định có thời gian khoảng 2400 năm.
Tại viện bảo tàng Trung Hoa hiện còn tàng trữ nhiều bút cổ bằng sơn mài, ngà, sừng... là những đồ ngự dụng đời nhà Thanh, đời nhà Minh..

## Cấu tạo và phân loại

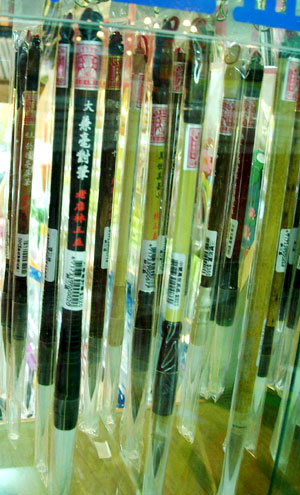
Một số loại bút lông

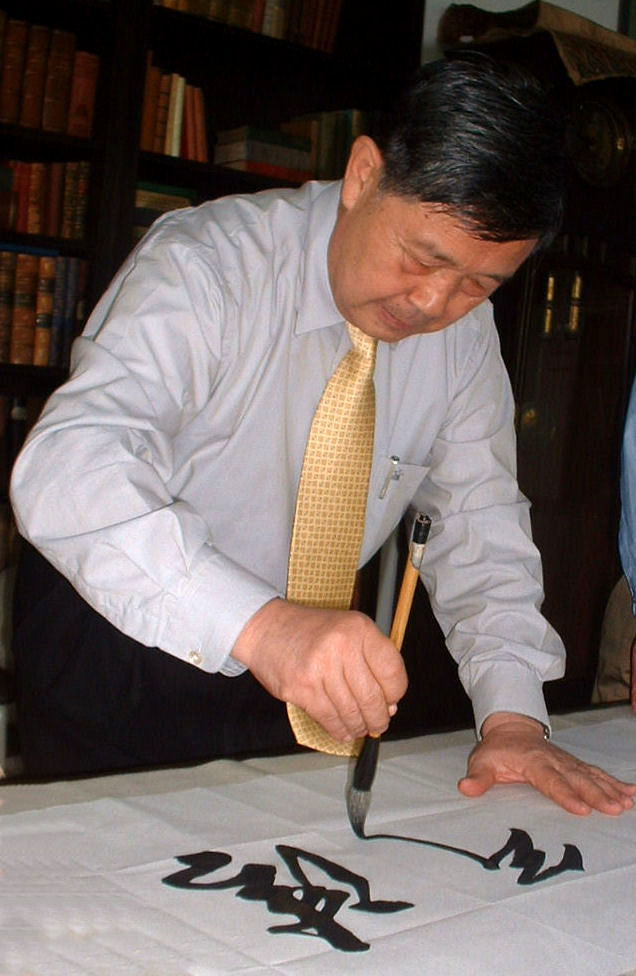
Một người Trung Quốc đang dùng bút lông viết thư pháp

Bút có cấu tạo đơn giản gồm cán bút để cầm viết; lông để hút mực và chuyển mực lên giấy. Theo thời gian cây bút lông có thay đổi về vật liệu chế tạo với mục đích làm sao chữ viết được tinh xảo hơn và lông gắn vào quản bút cho chắc chắn, khéo léo hơn. Ngoài trúc, người ta còn dùng các loại vật liệu khác như gỗ, ngà, ngọc và cả kim loại như đồng, sắt, vàng, bạc để làm quản bút.
Tuỳ theo mục đích sử dụng, lông có thể là lông đuôi ngựa hay sợi tổng hợp để dùng cho các loại màu quánh đặc, vẽ dày và khoẻ. Túp lông mềm được làm từ lông chồn, thỏ, sóc dùng với màu loãng như màu nước, mực, màu phẩm, màu bột mịn. Bút lông viết chữ Nho, loại bút độc đáo của Trung Quốc, có ngòi bằng một túp lông mềm bó tròn vuốt thành đầu nhọn, rất thích hợp với lối viết chữ Hán cổ truyền và với việc vẽ tỉa tinh vi.
Có ý kiến cho rằng, bút lông nổi tiếng nhất của người Trung Quốc là bút Hồ (sản xuất ở Hồ Châu) tỉnh Chiết Giang. Nhưng cũng có ý kiến cho rằng, bút tốt nhất của Trung Hoa là bút làm ở Tuyên Châu, tỉnh An Huy
Bút lông có nhiều loại, người ta phân loại bút lông căn cứ vào:
- Độ dài bút: bút ngọn ngắn, ngọn dài và ngọn vừa.
- Dựa vào tính năng và nguyên liệu: bút lông mềm, bút lông cứng. Bút lông mềm thường làm bằng lông dê, sức đàn hồi kém, ngậm mực nhiều, chữ viết ra tròn đậm thích hợp với lối viết Chân, Lệ nhưng điều khiển không khéo, nét chữ sẽ không khoẻ. Bút lông cứng làm bằng lông cáo, chồn hoặc thỏ rừng. Bút lông cứng sức đàn hồi lớn, chữ viết ra cứng cỏi, mạnh mẽ, thích hợp với viết chữ Thảo nhưng thường dùng trong hội họa nhiều hơn.
- Dựa vào kích cỡ: loại lớn dùng viết chữ lớn và loại vừa thường để viết câu đối...